# Маханда
Маханда́ (каз. Маханда) — село у складі Меркенського району Жамбильської області Казахстану. Входить до складу Ойтальського сільського округу.
Населення — 91 особа (2021; 83 у 2009, 287 у 1999, 49 у 1989).